# پاول مولین (بازیکن فوتبال، زاده ۱۹۹۴)
پاول مولین (انگلیسی: Paul Mullin؛ زادهٔ ۶ نوامبر ۱۹۹۴) بازیکن فوتبال اهل بریتانیا است.
از باشگاه‌هایی که در آن بازی کرده‌است می‌توان به باشگاه فوتبال مورکم و باشگاه فوتبال هادرزفیلد تاون اشاره کرد.